# 1275
Het jaar 1275 is het 75e jaar in de 13e eeuw volgens de christelijke jaartelling.

## Gebeurtenissen
januari

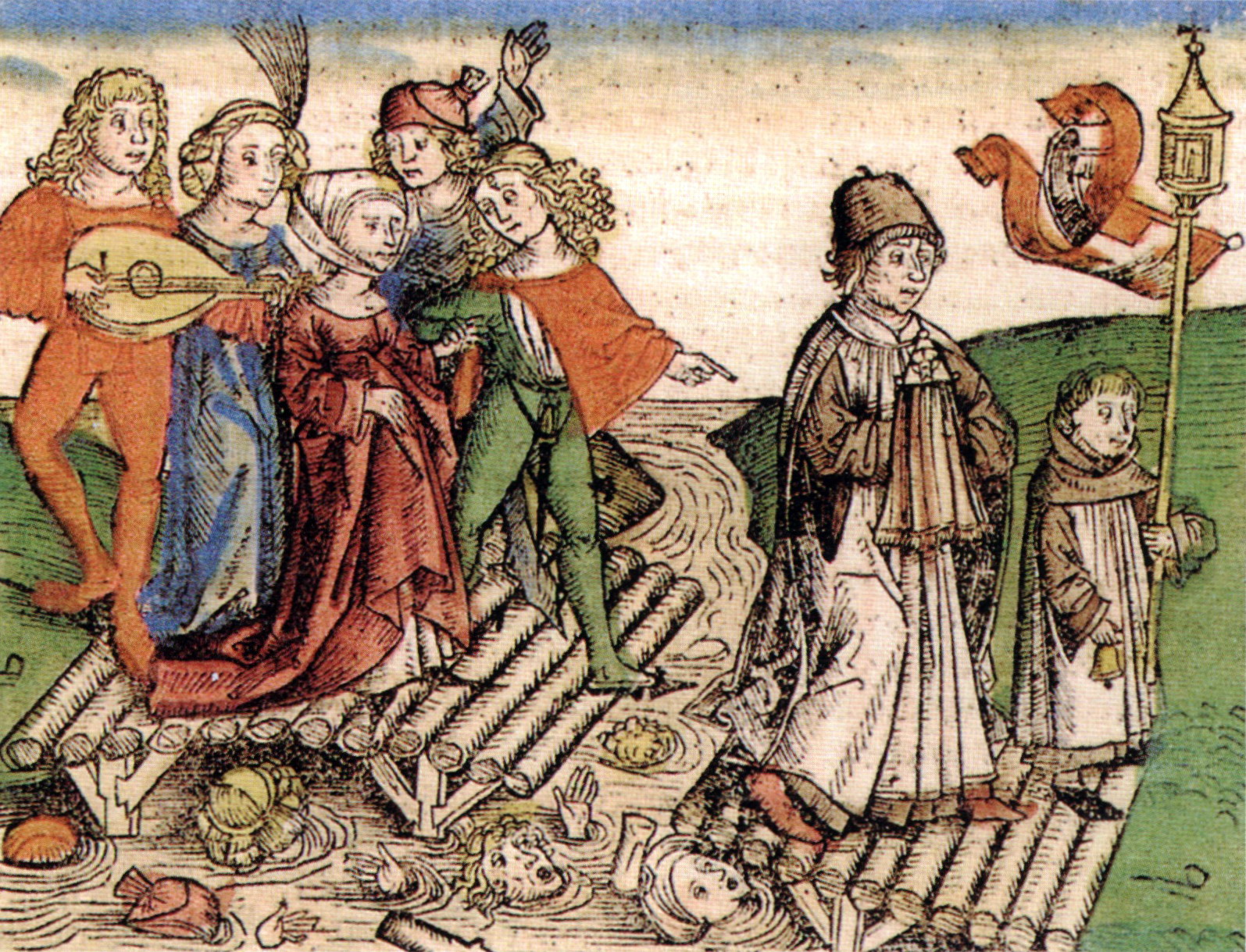
De Maasbrug in Maastricht stort in

- 14 - De bisschop-elect van Utrecht, Jan van Nassau, wijdt de kerk van Genemuiden en verleent het plaatsje stadsrechten.

maart
- 18 - Gravin-regent Aleid van Holland verleent Schiedam stadsrechten.

juni
- 14 - Slag bij Hova: Waldemar I van Zweden wordt verslagen door zijn broer Magnus, gesteund door Erik V van Denemarken en moet de troon opgeven. Magnus wordt vervolgens tot koning gekozen.

juli
- 12 - De Maasbrug in Maastricht stort in tijdens een processie, met 400 doden als gevolg.

augustus
- De kerk van Genemuiden wordt opgedragen aan de heilige Nicolaas.

oktober
- 27 - Tolprivilege van Amsterdam: Graaf Floris V van Holland geeft de inwoners van Amstelredamme vrijheid van tol. Dit is het oudst bekende document waarin Amsterdam wordt genoemd.

zonder datum
- De Zwabenspiegel, een rechtboek voor het Heilige Roomse Rijk, wordt geschreven. (jaartal bij benadering)
- De Oudnieuwe Synagoge in Praag is voltooid.
- oudst bekende vermelding: Amsterdam (zie boven), Blankenberge, Gastel, 's-Heer Arendskerke, Wever, Zelzate

## Opvolging
- patriarch van Constantinopel - Jozef I Galesiotes opgevolgd door Johannes XI Bekkos
- Keulen - Siegfried van Westerburg in opvolging van Engelbert II van Valkenburg
- Kleef - Diederik VII opgevolgd door Diederik VIII
- Münster - Everhard van Diest in opvolging van Gerard van der Mark
- Venetië (doge) - Lorenzo Tiepolo opgevolgd door Jacopo Contarini

## Geboren
- 15 maart - Margaretha van Engeland, echtgenote van Jan II van Brabant
- 27 september - Jan II, hertog van Brabant en Limburg (1294-1312)

zonder datum
- Willem van Gulik de Jongere, proost van Sint-Servaas
- Aymer de Valence, Frans-Engels edelman (jaartal bij benadering)
- Hendrik VII, koning en keizer van het Heilige Roomse Rijk (1308/1311-1312) (jaartal bij benadering)
- Herman, markgraaf van Brandenburg-Salzwedel (jaartal bij benadering)
- Johan II, hertog van Saksen (jaartal bij benadering)
- Walter Burley, Engels filosoof (jaartal bij benadering)

## Overleden
- 6 januari - Raymundus van Peñafort (~99), Spaans kerkjurist
- 26 januari - Ulrich von Liechtenstein, Duits dichter
- 26 februari - Margaretha van Engeland (34), echtgenote van Alexander III van Schotland
- 13 juli - Johannes van Toledo, kardinaal-bisschop
- 25 juli - Ferdinand de la Cerda (19), kroonprins van Castilië

zonder datum
- Bohemund VI (~38), prins van Antiochië (1251-1268) en graaf van Tripoli
- Julian Grenier, Jeruzalems edelman
- Sofia van Thüringen (~51), echtgenote van Hendrik II van Brabant

## Afbeeldingen

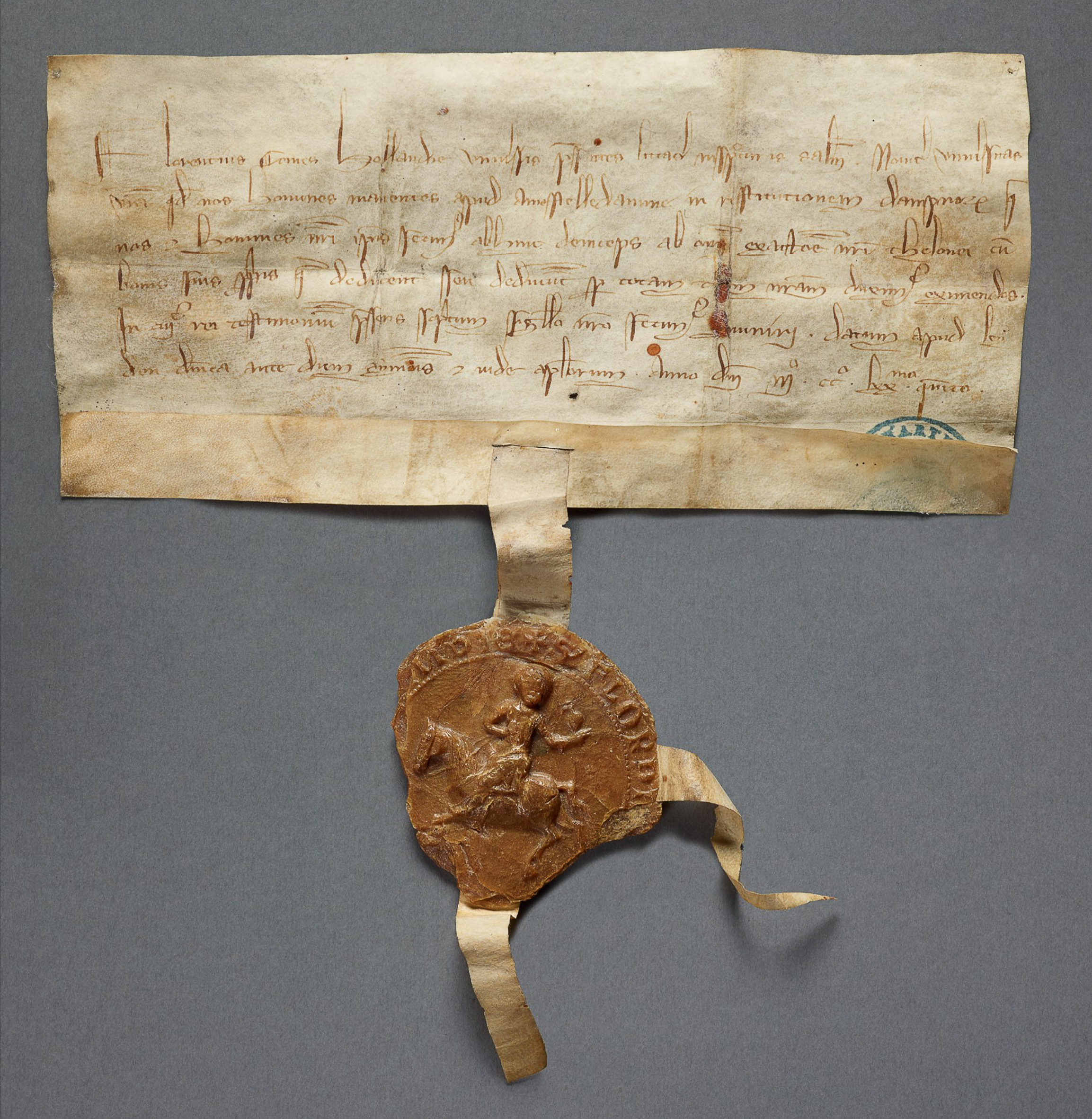
Tolprivilege van Amsterdam
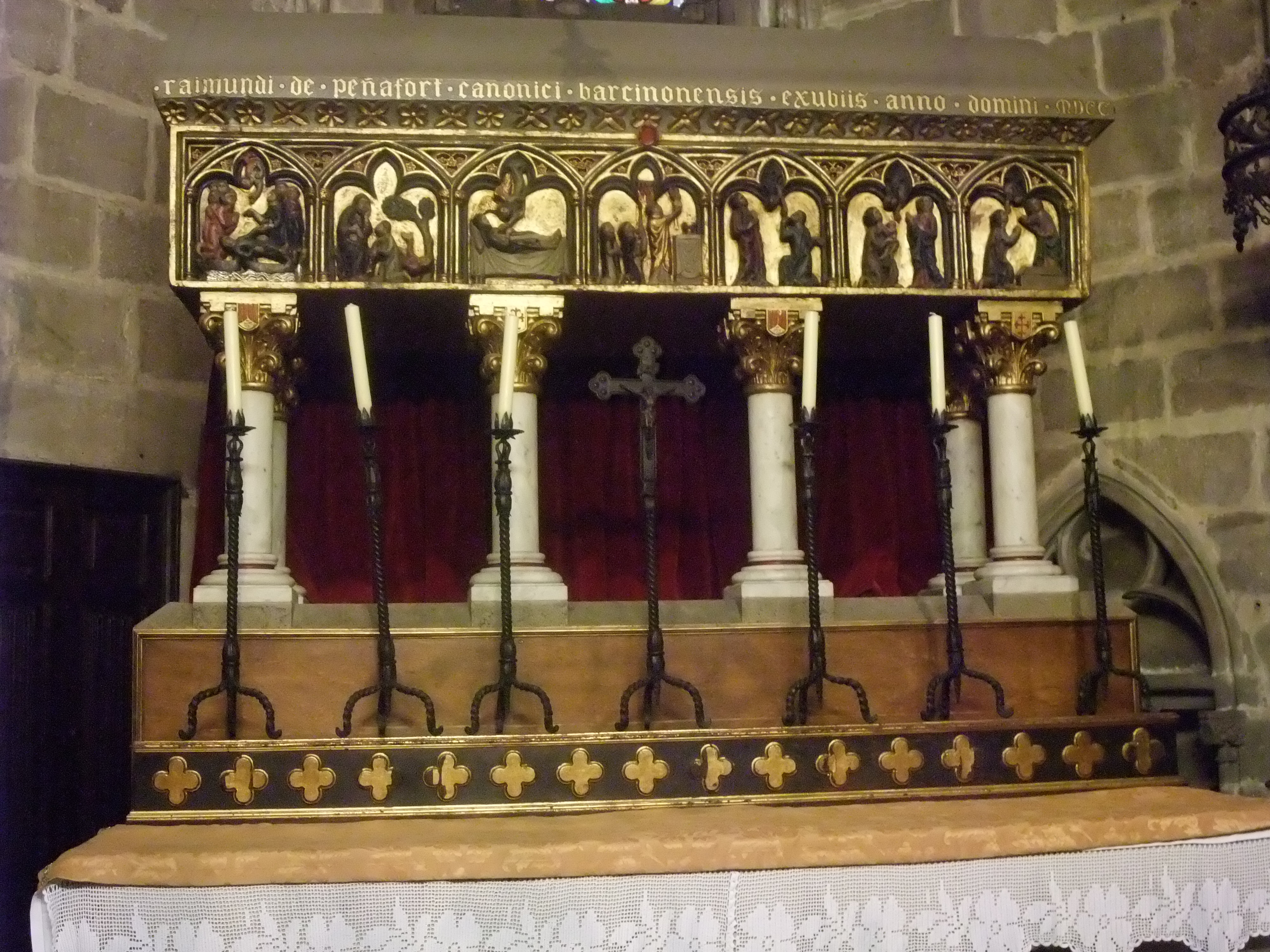
Graftombe van Raymundus van Peñafort
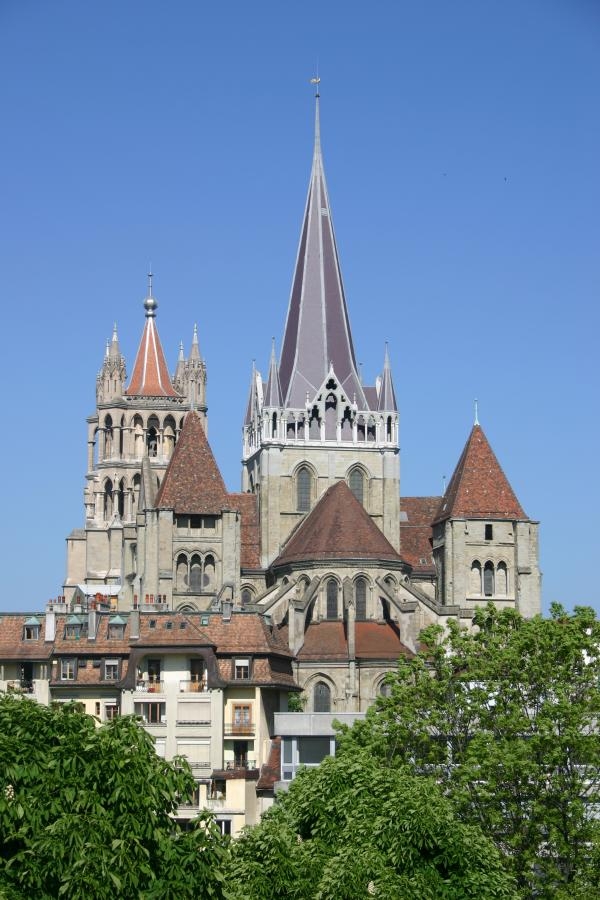
Kathedraal Notre-Dame te Lausanne (ingezegend 1275)
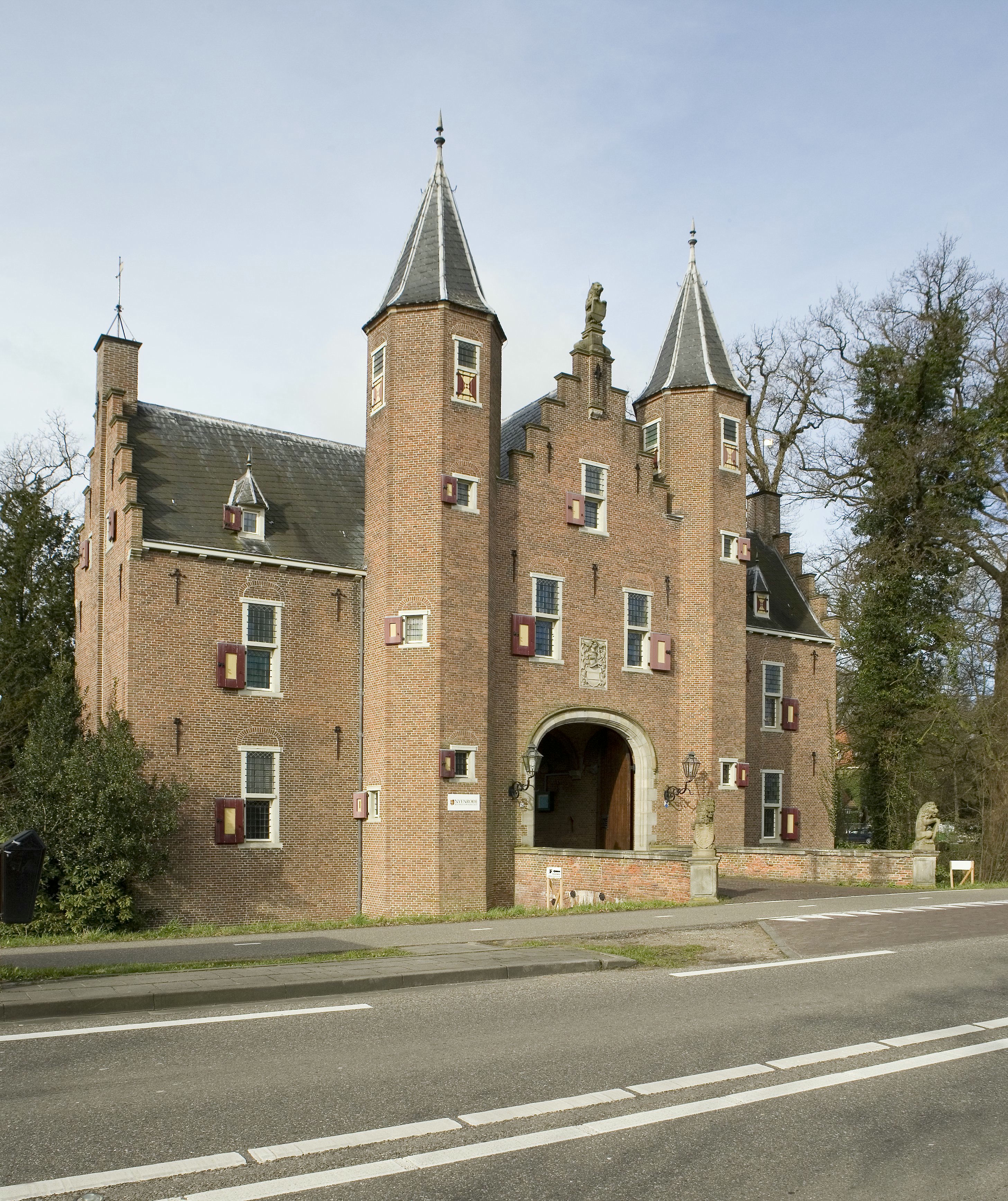
Kasteel Nijenrode (gebouwd ca. 1275)